# Henry Brandon
Henry Brandon (nacido como Heinrich von Kleinbach; Berlín, 8 de junio de 1912 - Los Ángeles, 15 de febrero de 1990) fue un actor estadounidense de origen alemán que actuó en más de 100 películas, famoso por interpretar roles de indios, árabes, persas, turcos y personajes de ascendencia americana nativa y del Este, por lo general villanos.

## Biografía
Nacido como Heinrich von Kleinbach en Berlín (Alemania), sus padres emigraron a Estados Unidos cuando todavía era un bebé. Fue actor de teatro, actuó en Broadway y continuó actuando en el escenario periódicamente a lo largo de su carrera como actor. Hizo su debut cinematográfico en 1932, sus papeles más famosos fueron bajo la dirección de John Ford, actuando como "Jefe Scar" (Cicatriz) en Centauros del desierto (1956) y "Jefe Quanah Parker" en Dos cabalgan juntos (1961). En el género western participó también en Asalto al Fuerte Clark (1953), dirigida por George Sherman.
En 1940, Brandon apareció en el papel protagonista de Drums of Fu Manchu. También desempeñó un capitán del ejército francés en Vera Cruz de Robert Aldrich (1954). Mucha gente lo recordará por su papel como "Silas Barnaby", el personaje malvado en Babes in Toyland de los cómicos Laurel and Hardy (1934).

## Vida personal
Brandon se casó en 1941, y tuvo un hijo antes de terminar su relación en 1946.
 Después mantuvo una larga relación con el actor Mark Herron.
Herron dejó a Brandon a mitad de los 60, y fue brevemente el cuarto marido de Judy Garland. Se separaron a los cinco meses y Herron volvió con Brandon, permaneciendo juntos hasta la muerte de Brandon.

## Muerte
Brandon vivió en West Hollywood sus últimos años. Murió el 15 de febrero de 1990 a la edad de 77 años por un ataque al corazón en el hospital Cedars-Sinai Hospital en Los Ángeles. Su cuerpo fue incinerado y sus cenizas repartidas en un lugar deconocido.